# Gräberfeld von Bonstorf

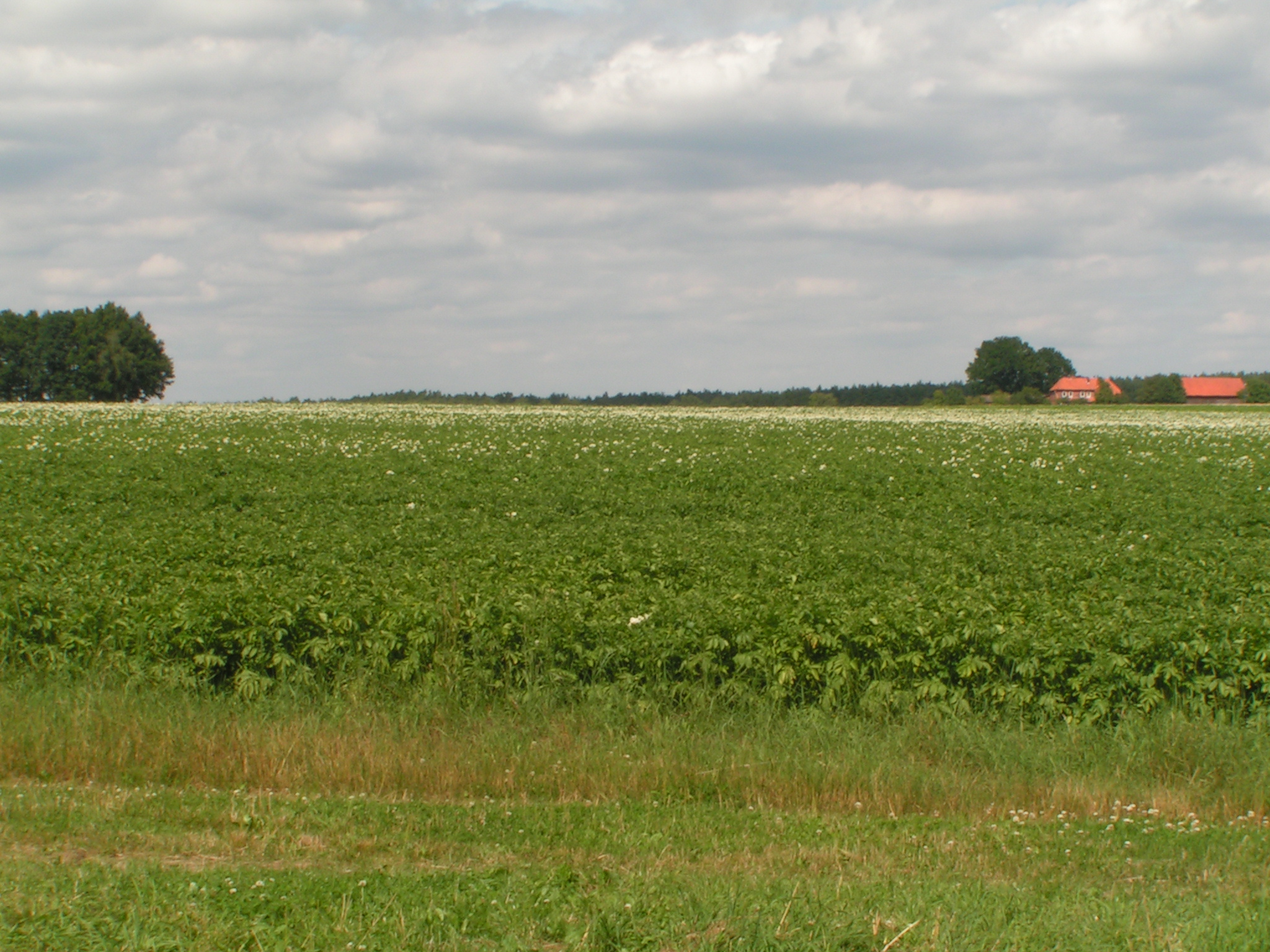
Ursprünglicher Fundort des ausgegrabenen und rekonstruierten Grabhügels

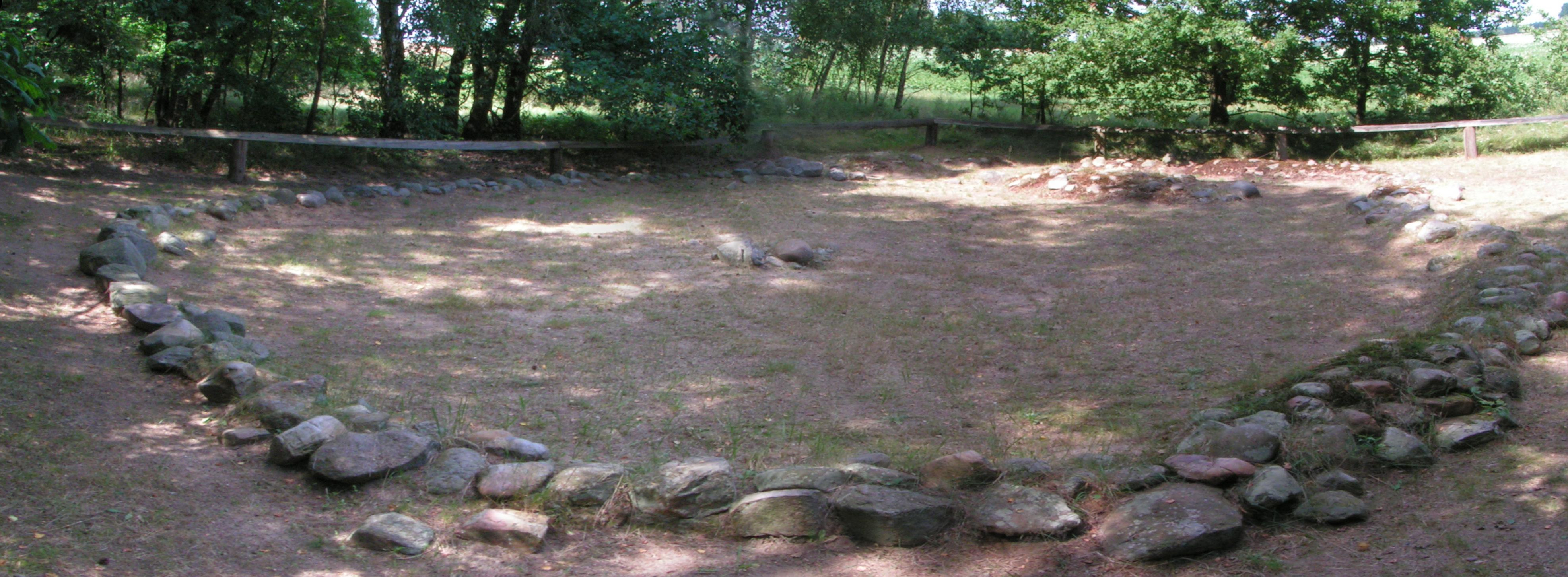
Rekonstruktion des Grundrisses des ausgegrabenen Grabhügels

Das Gräberfeld von Bonstorf ist der Rest eines viel größeren Hügelgräberfeldes der späten Jungsteinzeit oder der frühen Bronzezeit.  Es befindet sich östlich des Ortes Bonstorf, einem Ortsteil von Südheide im niedersächsischen Landkreis Celle. Auf dem Gräberfeld unmittelbar am Westrand des Naturparks Südheide sind noch fünf eng benachbarte Grabhügel vorhanden.
Der größte Grabhügel befand sich ursprünglich in einem nördlich der noch vorhandenen Hügelgräber angrenzenden Feld. Er wurde auf Grund der Gefährdungslage im Jahre 1973 ausgegraben und nahe dem Standort rekonstruiert. Interessant sind die im Hügel gefundenen Steineinbauten. Der Hügel war von einem Steinkranz gefasst.
Unter der Erdaufschüttung befand sich eine Holzkammer, in der ein Mann in Ost-West-Richtung begraben wurde. Als Grabbeigaben wurden ein Tongefäß sowie ein Absatzbeil, ein Schwert und ein Dolch aus Bronze gefunden.
Im nördlichen Randbereich des Hügels war auf einem Steinlager eine Frau bestattet, die zwei siebenrippige Armreife und einen Kopfschmuck aus Gruppen kleiner Bronzeblechröhrchen trug. Weiterhin lag auf ihrer Brust eine Radnadel aus Bronze. Sehr wahrscheinlich stand die Frau in persönlicher Verbindung zu dem bestatteten Mann.
Die gefundenen Grabbeigaben sind charakteristisch für die ältere Bronzezeit (also von etwa 1500 bis 1200 v. Chr.) in der Lüneburger Heide.

Ausgegrabene Fundstücke, Beigaben für die Toten
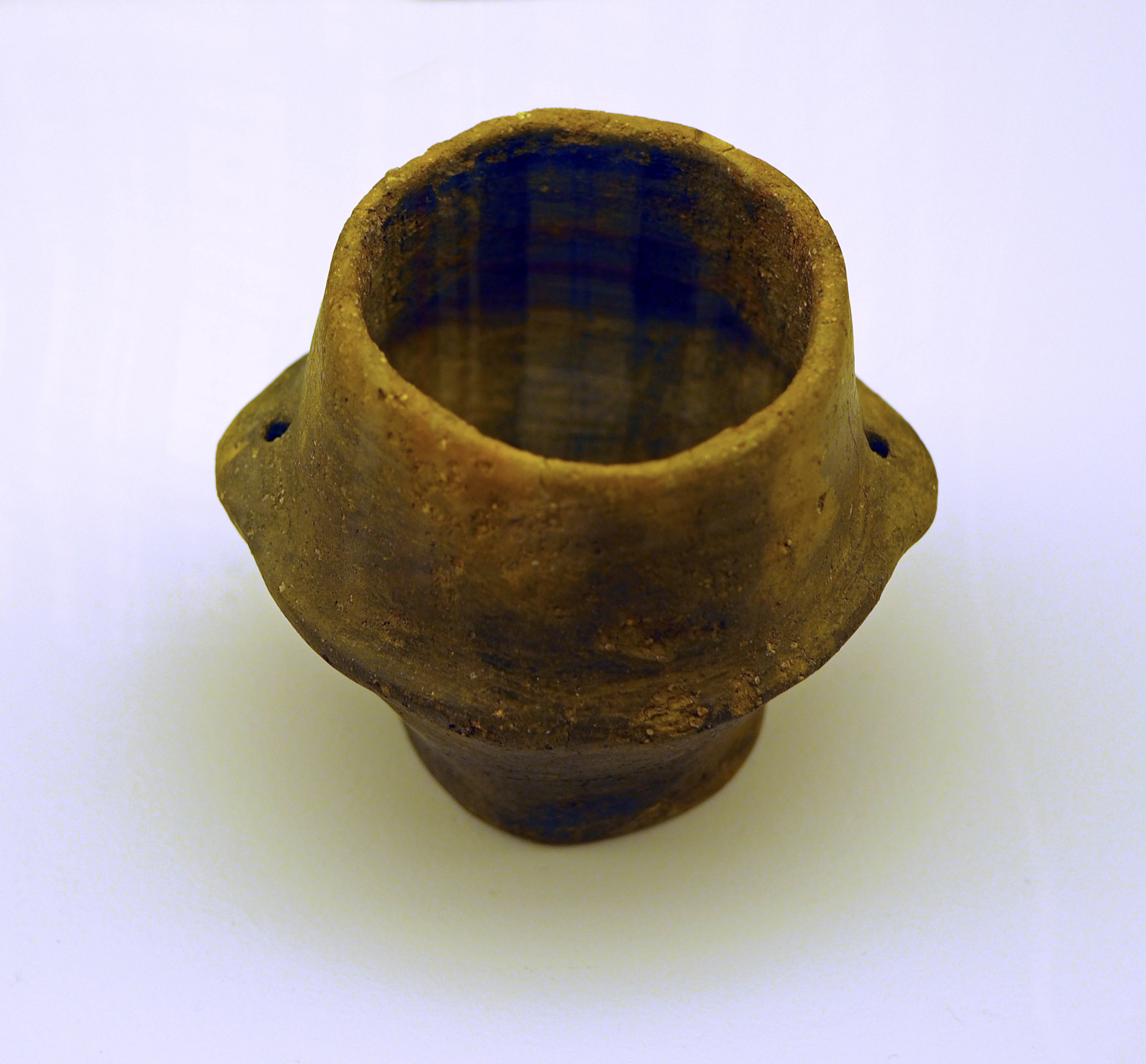
Tongefäß
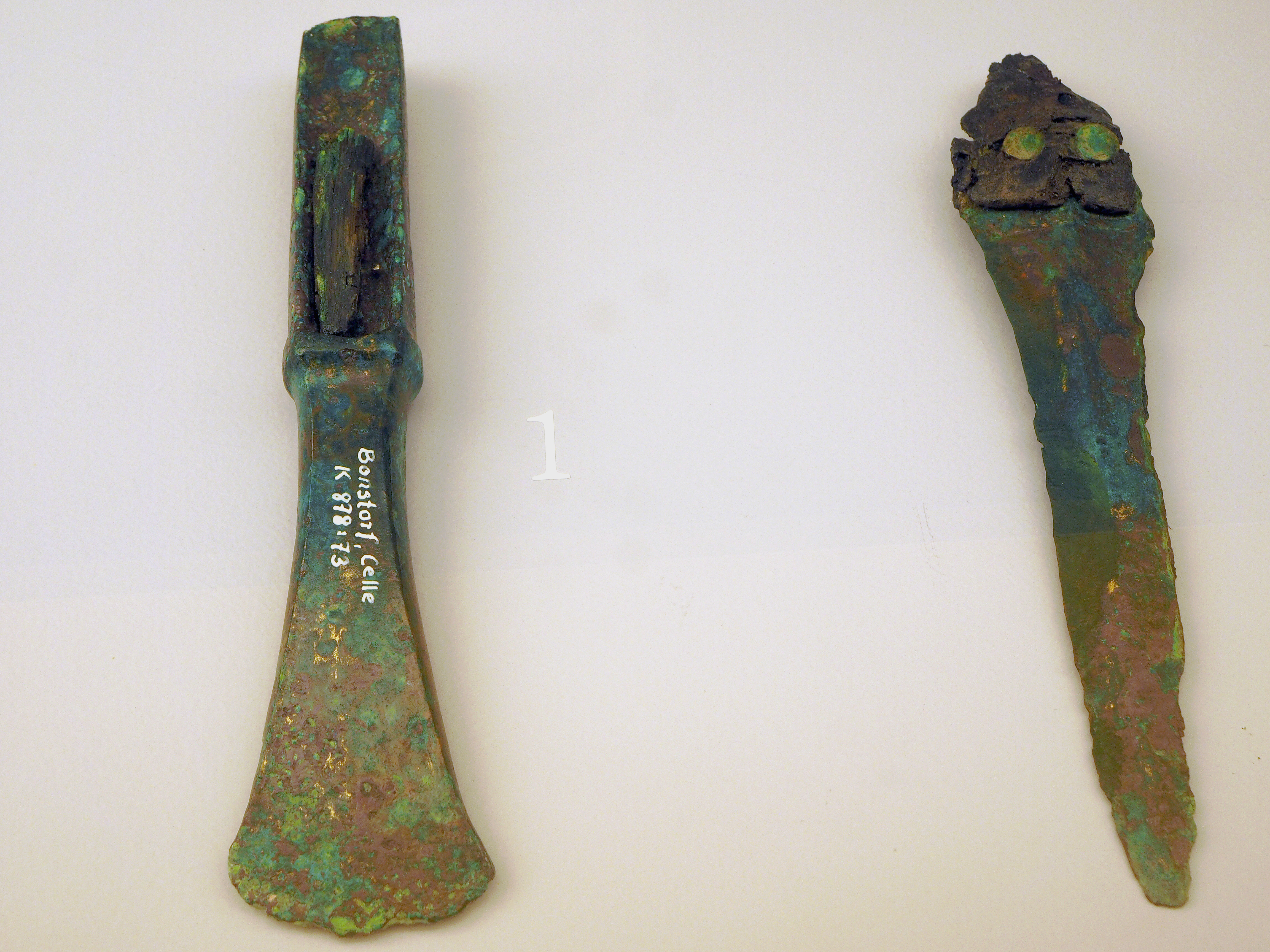
Absatzbeil und Dolch aus Bronze
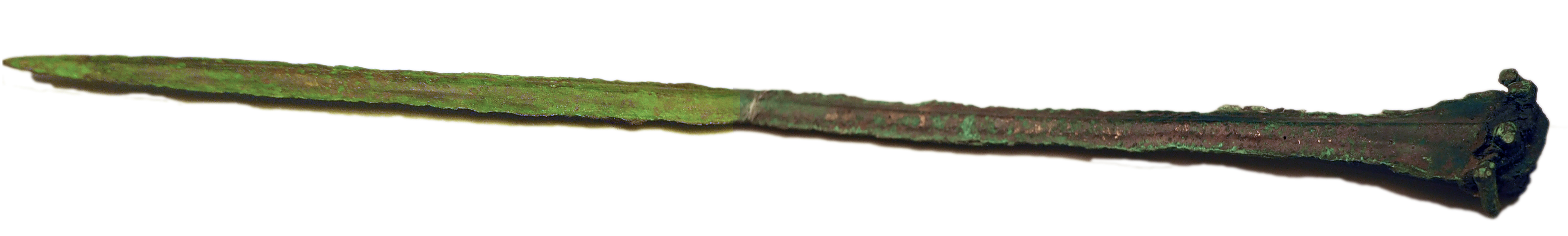
Schwert aus Bronze